# Birgit Zotz
Birgit Zotz (née en 1979 à Waidhofen an der Thaya, Basse-Autriche) est une anthropologue, auteure et essayiste autrichienne. Elle obtient une maîtrise en anthropologie à l'Université de Vienne. Birgit Zotz est auteure de nombreux livres scientifiques. Elle est une experte largement cité sur le Tibet et ses oracles de Nechung et Dordjé Shougdèn. En outre elle est membre du directoire de la fondation Kōmyōji. Elle est mariée à Volker Zotz.

## Œuvre
- Das Image des Waldviertels als Urlaubsregion. Vienna University of Economics and Business 2006
- Das Image Tibets als Reiseziel im Spiegel deutschsprachiger Medien. Linz: Kepler University 2008
- Das Waldviertel - Zwischen Mystik und Klarheit. Das Image einer Region als Reiseziel. Berlin: Köster 2010,  (ISBN 978-3-89574-734-2)
- Destination Tibet. Touristisches Image zwischen Politik und Klischee. Hamburg: Kovac 2010,  (ISBN 978-3-8300-4948-7)
- Zur europäischen Wahrnehmung von Besessenheitsphänomenen und Orakelwesen in Tibet Vienna University 2010 .

## Référence
1. ↑  Lexikon des Waldviertels
2. ↑  Über Kômyôji -Geschichte
3. ↑  Lebenslauf von Birgit Zotz